# Tybee Island
Tybee Island è una città e un'isola barriera degli Stati Uniti d'America situata nella Contea di Chatham, in Georgia, a 29 km a est di Savannah. Sebbene il toponimo sia usato sia per l'isola che per la città, geograficamente non sono identiche: solo una parte del territorio dell'isola si trova all'interno della città.